# عصب لساني
العصب اللساني(بالإنجليزية: Lingual nerve)‏ هو فرع من قسم الفك السفلي للعصب الثلاثي التوائم ، الذي يوفر التعصيب الحسي لللسان. كما يحمل ألياف إلى العصب الوجهي، الذي يعود بمعلومات أوامر الذوق من ثلثي اللسان الأمامي، عن طريق عصب الحبل الطبلي .

## الهيكل
العصب اللساني عصب حسي للثلثين الأماميين للسان ولقاع الفم ولثة الفك السفلي، ينشأ من الجذع الخلفي للعصب الفكي السفلي من ثلاثي التوائم، ويكون في البداية بين العضلة الموترة لشراع الحنك والعضلة الجناحية الوحشية، وهنا يلتحق به عصب حبل الطبل فرع العصب الوجهي، وكثيراً ما يلتقي به هنا فرع من العصب السنخي السفلي. يرتبط العصب اللساني بالعقدة تحت الفك السفلي بواسطة فرعين أو ثلاثة، وعند الحافة الأمامية للعضلة اللاميّة اللسانية يشكل عروة وصالية مع غصينات من العصب تحت اللساني، وتعصب فروع العصب اللساني الغشاء المخاطي لقاع الفم والسطح اللساني للثة والغشاء المخاطي للثلثين الأماميين للسان..

## الوظيفة
وظيفة العصب اللساني انها تحمل ألياف عصبية وهي ليست جزءا من العصب مثلث التوائم، بما في ذلك عصب الحبل الطبلي والعصب الوجهي ، والذي يوفر الإحساس الخاص ( مثل الذوق) إلى اثنين من ثلاثة (2/3 ) للجزء الأمامي من اللسان وكذلك الألياف السمبتاوية والتعاطف.

## صور إضافية

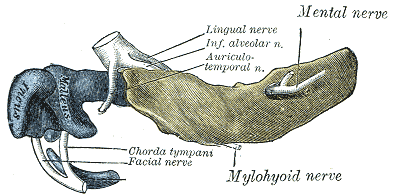
فك جنين بشري يبلغ طوله من الجانب الخارجي 24 ملم.
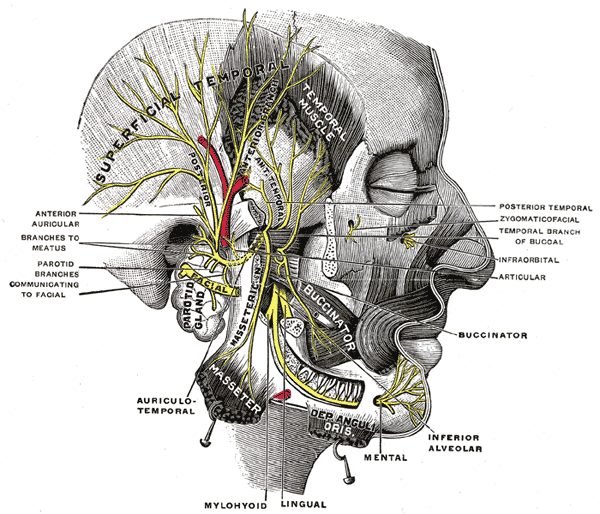
الفرع الفكي من فروع العصب الوجهي الثلاثة.
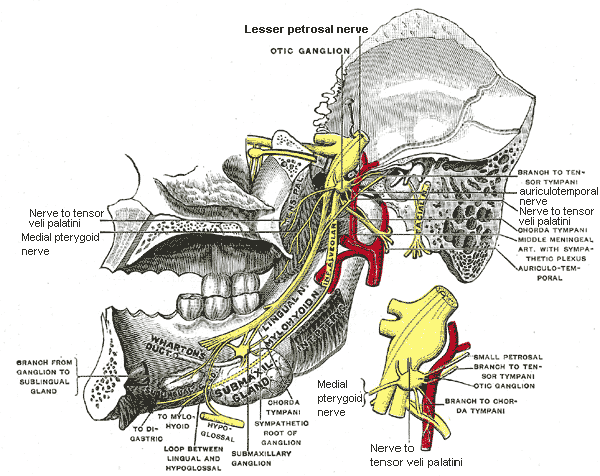
الفرع الفكي من فروع العصب الوجهي الثلاثة يظهر من الخط الوسطي.
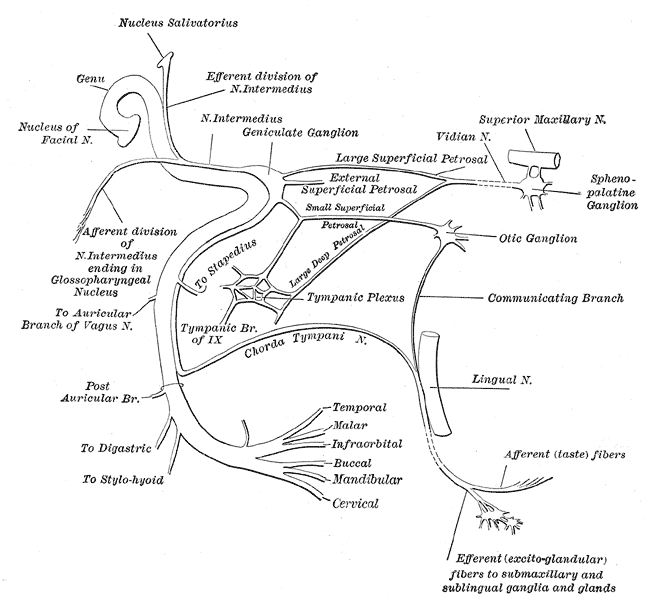
مخطط للأعصاب الوجهية والمتوسطة، واتصالها مع الأعصاب الأخرى.
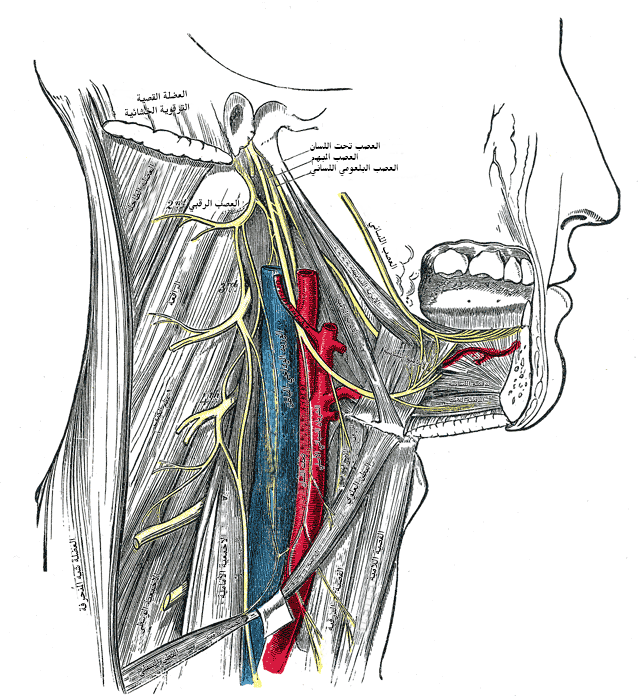
عصب تحت اللسان والضفيرة العنقية وفروعهما.
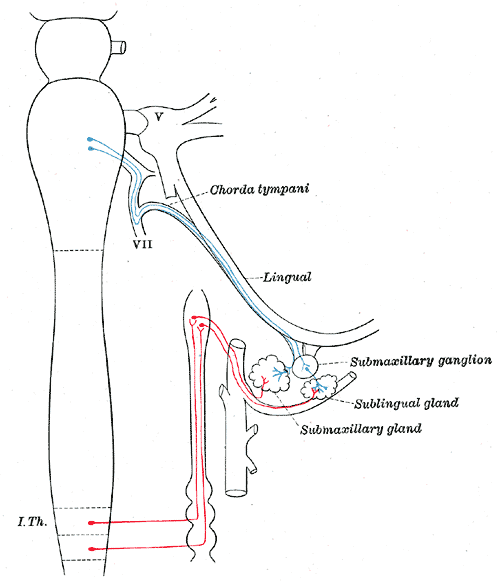
اتصالات ودية بين عقدة تحت الفك والعقدة العنقية العليا.
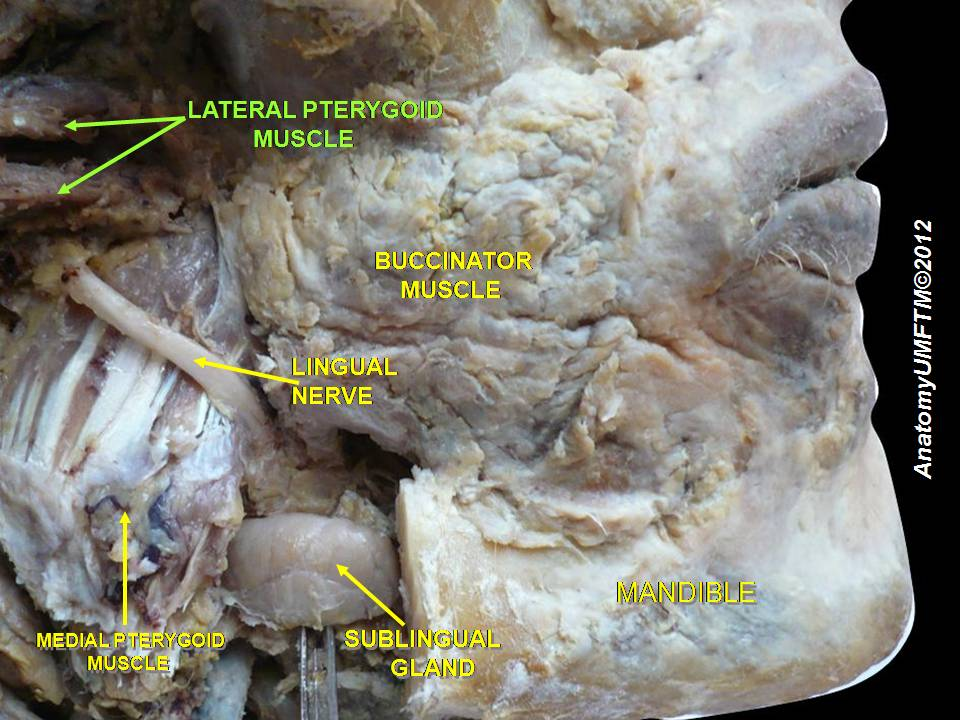
العصب اللساني
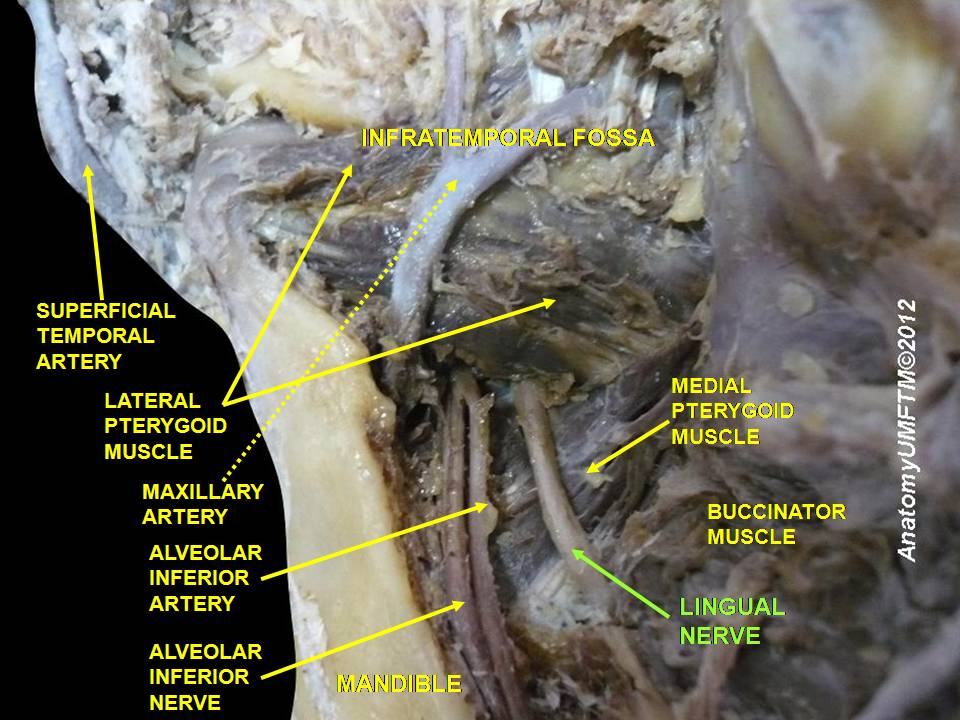
العصب اللساني
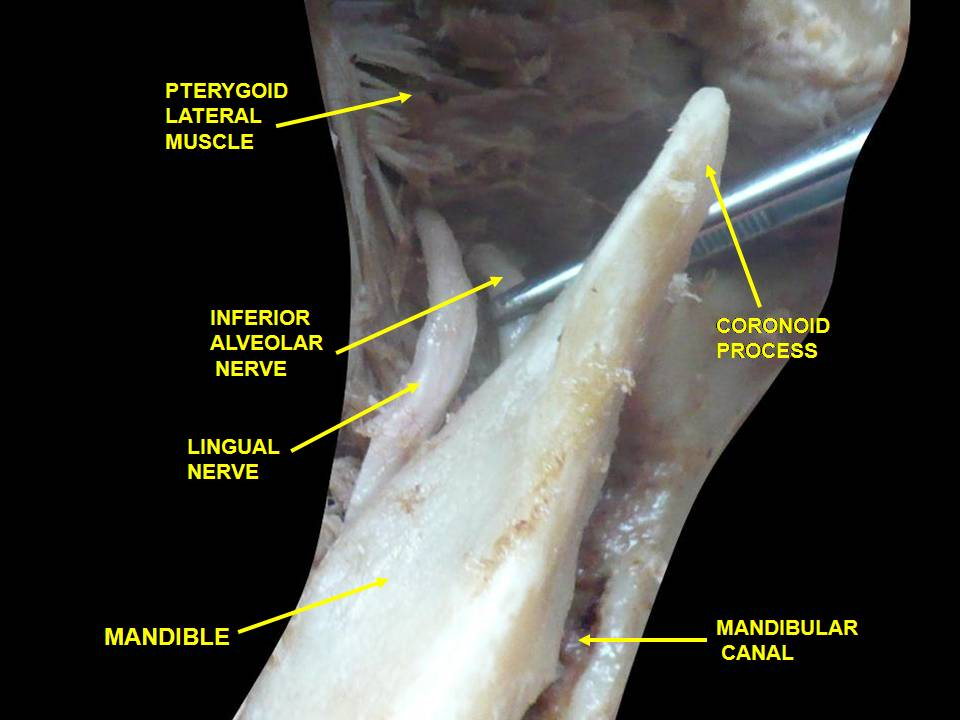
العصب الفكي والعظم. (تشريح عميق، منظر أمامي).
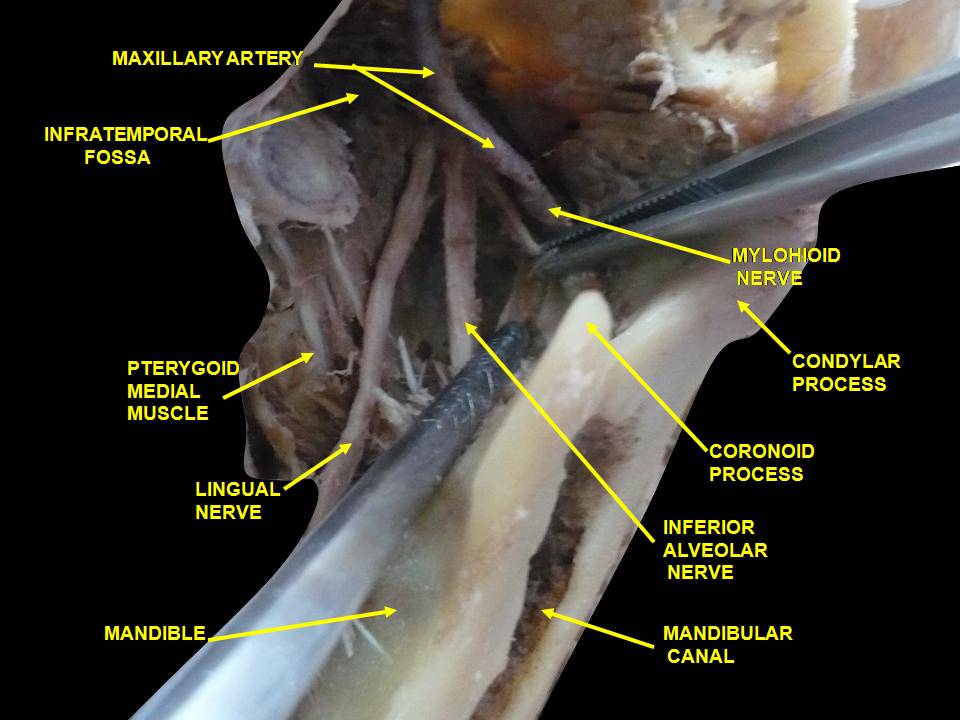
الحفرة أسفل الصدغ، العصب اللساني والعصب السنخي السفلي (تشريح عميق، منظر أمامي جانبي).

## وصلات خارجية
- شكل تشريحي: 27:03-10 على موقع مركز سوني دونستات الطبي (تشريح بشري عبر الإنترنت).
- درسٌ تشريحي حول cranialnerves مُعدٌ بواسطة ويسلي نورمان (جامعة جورجتاون). (V, VII)
- وحدة التشريح «Autonomics of the Head and Neck - Page 9 of 14» على موقع جامعة ميشيغان